# دودمان دوم مصر

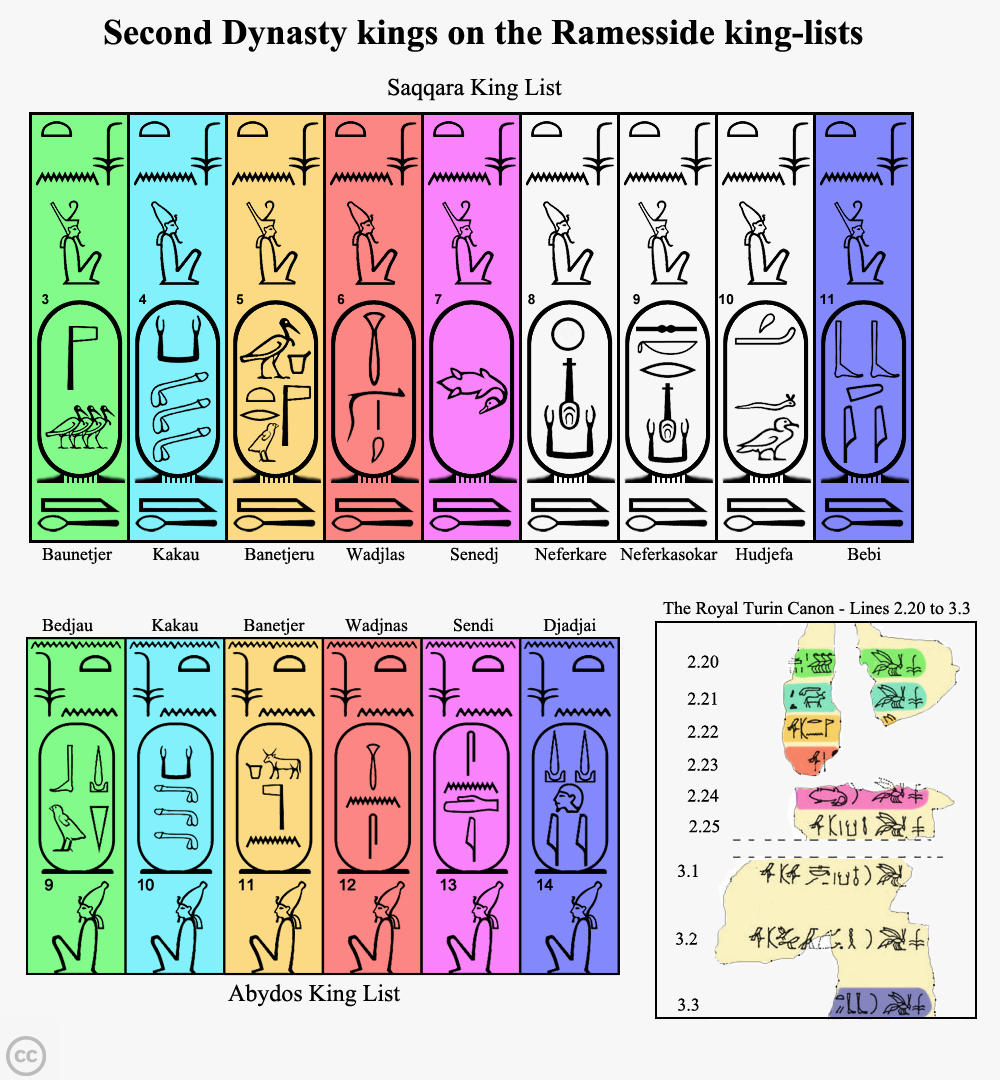
فهرست پادشاهان دودمان دوم

دودمان دوم مصر باستان دوره‌ای از تاریخ پادشاهی مصر است میان سال‌های ۲۸۹۰ تا ۲۶۸۶ پیش از میلاد که اغلب به همراه دودمان نخست در دوره آغازین دودمانی طبقه‌بندی می‌شود. پایتخت مصر در این دوره شهر تینیس بود.

## فرمانروایان
نام فرمانروایان حقیقی دودمان دوم در میان مصرشناسان محل بحث است. برای پنج فرعون نخست، اجماع نسبی در میان باستان‌شناسان وجود دارد. فرعون‌های شناخته‌شده در تاریخ مصر از این دودمان به شرح زیر هستند:
| نام                             | دوران فرمانروایی (به سال) |
| ------------------------------- | ------------------------- |
| حوتپ سخم وی                     | ۳۸                        |
| رع نب                           | ۳۹                        |
| نی نچر                          | ۴۰                        |
| با                              | نامشخص                    |
| سنفرکا                          | نامشخص                    |
| ونگ                             | نامشخص                    |
| سنج                             | ۲۰                        |
| پر ایب سن                       | نامشخص                    |
| سخم ایب                         | نامشخص                    |
| نفرکارع یکم                     | ۲۵                        |
| نفرکا سوکر                      | ۸ یا ۴۸                   |
| حوجفا یکم                       | ۲ یا ۱۱ یا ۴۸             |
| خع سخم وی (واپسین فرعون دودمان) | ۱۸–۱۷                     |

برای دیگر فرعون‌های این دوره گاه نام حوروسی آن‌ها در دست است و گاه نامشان در هنگام تولد. از این رو تشخیص دقیق اینکه آن‌ها به درستی که بوده‌اند سخت است. مان‌تو در کتاب مصرنامه خود نام‌هایی را عنوان می‌کند که ممکن است افسانه‌ای باشند.
با آنکه منثو می‌نویسد که پایتخت همانند دودمان پیشین در تینیس بوده، حداقل سه فرعون نخستین این دودمان در سقاره به خاک سپرده شده‌اند؛ چیزی که نشان از انتقال مرکز قدرت به ممفیس دارد. اطلاعات کمی دربارهٔ این دودمان وجود دارد و نوشته‌های سنگ پالرمو به دلیل خراب شدن بخش‌هایی از آن تنها تا پایان فرمانروایی رع نب سالانه را ذکر می‌کنند. به نظر می‌آید که در دوران خع سخم وی رویداد مهمی پدید آمده باشد چرا که بسیاری از مصرشناسان نام او را «دو قدرتی که تاج بر سر گذارده‌اند» می‌خوانند و این می‌تواند اشاره به دو مصر علیا و سفلی داشته باشد.